# Korotangi
Der Korotangi (Vogel des Kummers) ist ein Kunstwerk unklarer kultureller Herkunft, das in Neuseeland im 19. Jahrhundert entdeckt wurde. Es gilt in Neuseeland als taonga oder heiliges Artefakt der Maori.

## Beschreibung
Der Stein ist ein grünlicher Serpentin, wiegt 2097 Gramm und ist 26 cm lang. Es handelt sich um die Darstellung eines Vogels. Er wurde auch als Sturmvogel (möglicherweise ein Breitschnabelprion (pararā)) gedeutet, stellt aber wohl eine Taube dar.

## Geschichte

### Mögliche Ursprünge
Einige Māori der Tainui-Zugehörigkeit glauben, dass das Kunstwerk aus ihrer mythologischen Urheimat Hawaiki in ihrem angestammten waka bei der Erstbesiedlung Neuseelands ins Land gebracht wurde. Das Objekt wurde aber offensichtlich mit Metallwerkzeugen geschaffen, über welche die Polynesier nach allgemeiner Annahme bei ihrer Ankunft in Neuseeland nicht verfügten. Das Objekt hat keinerlei Ähnlichkeit mit sonst bekannten polynesischen oder ozeanischen Kunstwerken. Seine Herkunft bleibt somit rätselhaft. Jedoch ist nach Vergleichen mit ähnlichen Objekten ein Ursprung im antiken Mittelmeerraum (Griechenland, Ägypten, Levante) wahrscheinlich. Das Kunstwerk hätte dann den Weg über die Seidenstraße nach Ostasien und von dort aus über die pazifischen Inseln genommen.

### Entdeckung
Die Statue wurde zwischen den Wurzeln eines mānuka-Baumes entdeckt, der 1878 bei einem Sturm umstürzte. Der Fundort befand sich in der Nähe von Aotea Harbour, der traditionell als Landeplatz der Tainui waka betrachtet wird. Dies wird zumindest in der von Albert Walker überlieferten Fundgeschichte geschildert. Er berichtete, das Kunstwerk sei von einem ortsansässigen Māori gefunden worden. Es sind aber durchaus auch andere Versionen der Fundumstände überliefert. Walker bot den Stein einem örtlichen Antiquitäten- und Ethnografiehändler aus Cambridge, Major Drummond-Hay, zum Kauf an. Dann erwarb ihn Major John Wilson als Geschenk für seine Māori-Frau Te Aorere für 50 Pfund. Es wird in verschiedenen Quellen berichtet, dass das Werk in einer Reihe von Gedichten oder Klageliedern über ihren Verlust erwähnt wird und dass mehrere Führer der Maori von seiner Wiederentdeckung sehr bewegt waren.

### Verbleib
Die Familie Wilson übergab das Werk später als Leihgabe an das Dominion Museum. Bis 1995 wurde es in dessen Nachfolgeeinrichtung Te Papa aufbewahrt, von wo aus es von Premierminister Jim Bolger im Rahmen des von der Regierung verabschiedeten Bereinigung ihrer Ansprüche aus dem Vertrag von Waitangi an die Tainui „zurückgegeben“ wurde. Die Familie Wilson bestreitet seitdem die Befugnis der Regierung, diese Rückgabe vorzunehmen. Tūheitia Paki, von 2006 bis 2024 Māori-König, nannte sein zweites Kind Korotangi.